# Dipartimento di Banda
Banda è un dipartimento argentino, situato nella parte centro-occidentale della provincia di Santiago del Estero, con capoluogo La Banda.
Esso confina a nord con il dipartimento di Jiménez, a est con il dipartimento di Figueroa, a sud con i dipartimenti di Robles e Capital, a ovest con il dipartimento di Río Hondo.
Secondo il censimento del 2001, su un territorio di 3.597 km², la popolazione ammontava a 128.387 abitanti.
Municipi del dipartimento sono:
- La Banda
- Clodomira

Le “comisiones municipales” sono:
- Antajé
- Ardiles
- Cañada Escobar
- Chaupi Pozo
- Estación Simbolar
- La Aurora
- La Dársena
- Los Quiroga
- Tramo 16